# Lac Palluau
Lac Palluau är en sjö i Kanada.   Den ligger i regionen Saguenay–Lac-Saint-Jean och provinsen Québec, i den östra delen av landet, 400 km norr om huvudstaden Ottawa. Lac Palluau ligger 442 meter över havet. Arean är 2,7 kvadratkilometer. Den sträcker sig 4,3 kilometer i nord-sydlig riktning, och 2,3 kilometer i öst-västlig riktning.
I omgivningarna runt Lac Palluau växer i huvudsak blandskog. Trakten runt Lac Palluau är nära nog obefolkad, med mindre än två invånare per kvadratkilometer.